# Troglophiloscia silvestrii
Troglophiloscia silvestrii là một loài chân đều trong họ Philosciidae. Loài này được Brian miêu tả khoa học năm 1929.